# ری کی
ری کی (به انگلیسی: Ray Kaye) (زادهٔ ۱۶ فوریهٔ ۱۹۱۲) شناگر اهل ایالات متحده آمریکا است.